# Баян II
Бая́н II — аварский и болгарский князь (каган) группы племён, обитавших в Северном Причерноморье, в том числе и на территории современной Украины.
Преемник основателя Аварского каганата Баяна I. Правил между 602 и 617 годами.
Аварский хан Баян II назначил князя Худбарда наместником Оногундурима и объединённых племён кутригур и утигуров.